# Чешский национальный корпус
Че́шский национа́льный ко́рпус (Český národní korpus или ČNK) — доступная для открытого поиска база письменных текстов в электронной форме на чешском языке, поддерживаемая Карловым университетом в Праге. Сайт доступен на чешском и английском языках.

## История создания
Идея ЧНК была впервые выдвинута в 1991 году и поддержана представителями Факультета философии Карлова университета, Факультета математики и физики Карлова университета, Масарикова университета, Университета Палацкого, Института чешского языка Академии наук Чехии.
Предпосылками для создания корпуса послужили такие факторы, как отклонение современного чешского языка от общепринятых норм (создание корпуса помогло бы избавить чешскую лексикографию от подобных отклонений) и стабилизация политической ситуации (более широкое сотрудничество с международным научным сообществом помогло привнесению компьютерной лексикографии и корпусной лингвистики, как отдельных ветвей, в чешскую лингвистику). В 1994 году при Факультете философии Карлова университета был создан Институт Чешского национального корпуса, а также были подписаны соглашения о сотрудничестве Института с некоторыми институциями Чехии.

## Составители
По состоянию на 10 сентября 2017 года над Чешским национальным корпусом работают:
- Директор Михал Кршен (Michal Křen)
- Заместитель директора Вацлав Цврчек (Václav Cvrček)
- Секретарь Луцие Новакова (Lucie Nováková (недоступная ссылка))
- Профессор Франтишек Чермак (František Čermák)
- Профессор и глава секции диахронического корпуса Карел Кучера (Karel Kučera)
- Глава лингвистической секции Вацлав Цврчек
- Глава вычислительной секции Павел Вондржичка (Pavel Vondřička (недоступная ссылка))
- Глава секции разговорного корпуса Мария Копршивова (Marie Kopřivová)
- Глава секции лингвистического анализа и аннотаций Томаш Елинек (Tomáš Jelínek)
- Глава секции параллельного корпуса Александр Розен (Alexandr Rosen (недоступная ссылка))
- и другие[2].

## Состав и объём корпуса
| Корпус письменных текстов / Written corpora (synchronic) | ~2705 млн словоупотреблений |
| Корпус устных текстов / Spoken corpora (synchronic)      | ~4 млн словоупотреблений    |
| Диахронический корпус / Diachronic corpora               | 1,95 млн словоупотреблений  |
| Корпус иностранных языков /Foreign language corpora      | 6248 млн словоупотреблений  |
| Параллельный корпус / Parallel corpus                    | 92 млн словоупотреблений    |

Общий объём корпуса составляет свыше 9 млрд словоупотреблений, из которых лемматизировано и размечено морфологическими тегами ~8894,5 млн.